# Ґі Мізерк
Ґі Мізерк (16 липня 1945 — 9 квітня 2020) — бельгійський хокеїст на траві. Учасник літніх Олімпійських ігор 1964 в Токіо, де його збірна поділила 11-12-те місця. Зігра 5 матчів і забив 2 голи: по одному у ворота збірних Гонконгу та Малайзії. Учасник літніх Олімпійських ігор 1968 у Мехіко, де його збірна посіла 9-те місце. Зіграв 8 матчей і забив 1 гол у ворота в ворота збірної Франції. Учасник літніх Олімпійських ігор 1972 в Мюнхені, де його збірна посіла 10-те місце. Зіграв 8 матчейі забив 2 голи: по одному у ворота збірних ФРН та Малайзії. Учасник літніх Олімпійських ігор 1976 у Монреалі, де його збірна посіла 9-те місце. Зіграв 6 матчів і забив 1 гол у ворота збірної Нової Зеландії.